# Chronologie der Sklaverei in den Vereinigten Staaten
In dieser Chronologie sind Eckdaten der Sklaverei in den Vereinigten Staaten bzw. in den Kolonien aufgeführt, aus denen dieses Land hervorgegangen ist.

## 17. Jahrhundert
- 1619: Ankunft der ersten versklavten Afrikaner auf dem Freibeuterschiff „White Lion“  in Port Comfort, Virginia.[1]
- 1669: In South Carolina wird die Sklaverei Schwarzer durch den Grand Council erstmals gesetzlich verankert.[2]
- 1686: In South Carolina wird erstmals ein Gesetz verabschiedet, das die Sklavenhaltung inhaltlich regelt.[2]
- 1690: In South Carolina tritt ein Gesetz in Kraft, mit dem die Bestrafung von Sklaven detailliert geregelt wird. Das Gesetz erlaubt es Sklavenhaltern u. a., widersetzliche Sklaven auszupeitschen und zu verstümmeln, unter bestimmten Bedingungen auch zu ermorden.[2]
- 1699: Auf dem Gebiet des heutigen Louisiana entsteht die erste dauerhafte französische Siedlung (Fort Maurepas). In der Kolonie Louisiana tritt damit der Code Noir in Kraft. Er gilt hier, bis Frankreich die Kolonie 1763 aufgeben muss.

## 18. Jahrhundert
- 1712: In South Carolina wird erstmals ein Gesetz verabschiedet, das die Freilassung von Sklaven regelt. Das Gesetz wird später durch die Bestimmung ergänzt, dass freigelassene Sklaven South Carolina innerhalb von sechs Monaten verlassen müssen. Leisten sie dieser Vorschrift nicht Folge, so können sie erneut versklavt oder auf einer Auktion verkauft werden.[2]
- 1712: In New York kommt es zu einem Aufstand von 23 Sklaven, der blutig niedergeschlagen wird. In der Folge kommt es zu massiven Gesetzesverschärfungen (u. a. Versammlungsverbot, Ausweitung der Todesstrafe), von denen auch Freigelassene (Verbot von Landbesitz) und Sklavenhalter, die einen Sklaven freilassen wollen (Strafsteuer), betroffen sind.
- 1716: Ein Gesetz in South Carolina zwingt die Pflanzer, für je zehn Sklaven auch einen weißen Diener zu importieren. Als Anreiz sollen die Pflanzer für jeden importierten weißen Diener eine Prämie von 25 Pfund erhalten. Hintergrund des Gesetzes ist die Sorge des Gesetzgebers um mögliche Sklavenaufstände.[2]
- 1719: Um das Anwachsen der schwarzen Population und damit das Risiko von Sklavenaufständen zu verringern, erhebt South Carolina einen Einfuhrzoll von 10 Pfund für Sklaven aus Afrika und von 30 Pfund für Sklaven von den British West Indies.[2]
- 1739: Sklavenaufstand am Stono River in South Carolina (Stono-Aufstand); es ist einer der ersten Sklavenaufstände auf dem Staatsgebiet der heutigen USA, und gleichzeitig der größte der Geschichte der nordamerikanischen Kolonien.
- 1740: Unter dem Eindruck der Stono Rebellion wird in South Carolina ein neues Sklavengesetz verabschiedet, das sich inhaltlich an das Sklavengesetz von Barbados anlehnt und als Negro Act bekannt wird. Die Rechte der Sklaven werden darin weiter eingeschränkt. Die Tötung eines Sklaven durch einen Weißen wird nur noch als Vergehen eingestuft, das lediglich mit einer Geldbuße bestraft wird. Sklaven, die einen Aufstand oder eine gemeinschaftliche Flucht vorbereiten, können mit dem Tode bestraft werden. Das Gesetz regelt bis ins Detail das Alltagsleben der Sklaven, z. B. welche Kleidung sie tragen dürfen. Gänzlich aberkannt wird den Sklaven auch die Versammlungsfreiheit und das Recht, lesen und schreiben zu lernen. Bis zur Abschaffung der Sklaverei im Jahre 1865 bleibt das Gesetz weitgehend unverändert.[3]
- 1741: In Tennessee treten erstmals Sklavengesetze in Kraft. Sie basieren auf denen von North Carolina.[4]
- 1755: In Georgia tritt ein Sklavengesetz in Kraft, das weitgehend auf dem Negro Act von South Carolina basiert.[2]
- 1757: In Georgia tritt erstmals ein Gesetz in Kraft, durch das Weiße zur Bildung von Sklaven-Patrouillen verpflichtet werden. Die Aufgabe dieser Patrouillen besteht darin, zu kontrollieren, ob Sklaven, die sie nachts auf der Straße antreffen, sich dort rechtmäßig aufhalten. Hintergrund dieser Regelungen, die bis 1865 in Kraft bleiben, ist die Furcht vor möglichen Sklavenaufständen.[5]
- 1769: Die Spanier übernehmen die Herrschaft im bis dahin französischen Westen von Louisiana. Die spanische Gesetzessammlung Las Siete Partidas und das Coartación regeln auch die Sklaverei in Spanisch-Louisiana. Das spanische Freilassungsrecht ist weitaus liberaler als das französische und ermöglicht es den Sklaven auch, ihre Freilassung selbst zu beantragen bzw. einen Selbstkauf einzuklagen.[6]
- 1774: Connecticut und Rhode Island verbieten die Fortsetzung der Einfuhr von Sklaven. Kaufleute aus diesen beiden Kolonien verkaufen jedoch weiterhin Sklaven in andere Kolonien.[1]
- 1776: Die Quäker schaffen die Sklaverei unter ihren Mitgliedern ab.[1]
- 1777: In Vermont wird die Sklaverei per Verfassungsergänzung (constitutional amendment) am 8. Juli 1777 abgeschafft.[7] Bei der Volkszählung des Jahres 1770 wurden in Vermont 25 Sklaven gezählt; 1790 sind es trotz der Verfassungsreform immer noch 16 Sklaven. Erst bei der Volkszählung von 1810 erscheinen in Vermont keine Sklaven mehr.[8]
- 1780: Massachusetts schreibt in seiner Verfassung eine Freiheitsklausel fest, die als Verbot der Sklaverei interpretiert wird.[9] Bei der Volkszählung von 1770 wurden in Massachusetts noch 4.754 Sklaven gezählt; 1790 gibt es keine mehr.[8]
- 1780: Pennsylvania beschließt die stufenweise Freilassung aller Sklaven. Sklaven, die nach 1780 geboren sind, werden fortan bei der Vollendung des 28. Lebensjahres freigelassen.[10] Bei der Volkszählung von 1770 wurden in Pennsylvania 5.561 Sklaven gezählt, 1790 sind es noch 3.787, 1810 noch 795, 1820 noch 211, 1840 noch 64, und erst 1860 erscheinen in der Bevölkerungsstatistik von Pennsylvania keine Sklaven mehr.[8]
- 1783: New Hampshire schreibt in seiner Verfassung fest, dass „alle Menschen gleich und frei geboren“ seien. Der Grundsatz dient in den folgenden Jahren als Grundlage für eine Reihe von Gerichtsurteilen, mit denen in New Hampshire auch die Sklaverei abgeschafft wird.[11] Bei der Volkszählung des Jahres 1770 wurden in New Hampshire 654 Sklaven gezählt; 1790 sind es noch 158. 1810 erscheinen in der Bevölkerungsstatistik von New Hampshire keine Sklaven mehr.[8]
- 1784: Connecticut und Rhode Island verabschieden Gesetze zur schrittweise erfolgenden Freilassung der Sklaven.[12] In Connecticut wurden bei der Volkszählung von 1770 5.698 Sklaven gezählt; 1790 sind es noch 2.764, 1810 noch 310, 1820 noch 97, 1840 noch 17, und erst 1860 erscheinen in der Bevölkerungsstatistik von Connecticut keine Sklaven mehr. In Rhode Island wurden bei der Volkszählung von 1770 3.761 Sklaven gezählt; 1790 sind es noch 948, 1810 noch 108, 1820 noch 48, 1840 noch 5, und erst 1860 erscheinen in der Bevölkerungsstatistik von Rhode Island keine Sklaven mehr.[8]
- 1785: In New York scheitert ein Gesetzesvorschlag zur stufenweisen Abschaffung der Sklaverei. Im selben Jahr entsteht auf Long Island die von Quakern dominierte New York Manumission Society, die in vielen Bereichen des öffentlichen Lebens Druck für eine Verbesserung der Situation der Sklaven ausüben wird.[13]
- 1788: Connecticut verbietet seinen Bürgern die Teilnahme am Sklavenhandel.[1]
- 1788: In New York wird der Handel mit Sklaven verboten. Für Ausnahmen bleiben jedoch bedeutende rechtliche Schlupflöcher. Auch die Sondergerichtshöfe für Sklaven werden abgeschafft.[13]
- 1789: Am 4. März 1789 trat die Verfassung der Vereinigten Staaten von Amerika (Gesetzestext von 1789) in Kraft. In diesem Urtext der amerikanischen Verfassung war den Bundesstaaten, die dies wünschten, Haltung und Einfuhr von Sklaven ausdrücklich gestattet[14].
- 1790: der erste U. S. Naturalization Act bestimmte, dass nur „freie Weiße“ („free white persons“) die amerikanische Staatsbürgerschaft erwerben konnten.
- 1792: South Carolina verbietet für zwei Jahre die Einfuhr afrikanischer und anderer überseeischer Sklaven. Hintergrund ist die Sorge des Gesetzgebers vor einem weiteren Anwachsen der schwarzen Population und damit vor möglichen Sklavenaufständen.[2]
- 1792: In Kentucky treten erstmals Sklavengesetze in Kraft. Sie beruhen im Wesentlichen auf denen von Virginia.[15]
- 1793: Durch die Erfindung der Egreniermaschine wird kurzstapelige Baumwolle zu einem wirtschaftlich rentablen Produkt. Mit der Entstehung von Baumwollplantagen in den amerikanischen Südstaaten breitet die Sklaverei sich stark weiter aus.[1]
- 1794: Verabschiedung des Act to Prohibit the Carrying on the Slave Trade from the United States to any Foreign Place or Country (auch: Slave Trade Act of 1794), eines Bundesgesetzes, das den Import von Sklaven einschränkt.[16]
- 1795: Im zweiten Naturalization Act wird bestätigt, dass nur „freie Weiße“ die amerikanische Staatsbürgerschaft erhalten können. Das im Januar 1795 verabschiedete Gesetz bleibt in Kraft, bis 1868 der 14. Zusatzartikel zur Verfassung der Vereinigten Staaten ratifiziert wird.[17]
- 1795: Im Frühjahr 1795 bereiten Sklaven in Pointe Coupée, Louisiana einen Aufstand vor, der einer der größten Sklavenaufstände in der Geschichte der Südstaaten geworden wäre, werden am 10. April jedoch entdeckt.[18]
- 1798: Beginn des Jahrzehnts, in dem mehr Sklaven in die USA importiert werden als in irgendeiner anderen Dekade der Geschichte (fast 200.000).[1]
- 1799: New York verabschiedet ein Gesetz zur schrittweise erfolgenden Freilassung der Sklaven. Das Gesetz sieht vor, dass Frauen, die nach dem 4. Juli 1799 als Kind einer Sklavin geboren werden, mit der Vollendung des 25. Lebensjahres die Freiheit erhalten sollen. Männer, auf die Entsprechendes zutrifft, erhalten die Freiheit im Alter von 28 Jahren. Sklaven, die vor dem 4. Juli 1799 geboren sind, sollen zeitlebens Sklaven bleiben, werden jedoch als Schuldknechte klassifiziert.[13] Bei der Volkszählung des Jahres 1770 wurden in New York 19.062 Sklaven gezählt; die Zahl stieg weiter an und erreichte 1790 21.324; 1810 waren es noch 15.017, 1820 noch 10.088.[8]
- 1800: Ein Bundesgesetz verbietet, Sklaven aus den Vereinigten Staaten ins Ausland zu exportieren.[1][19]
- 1800: Die Freilassungsgesetze in South Carolina werden verschärft. Da es vorgekommen war, dass Sklavenhalter widersetzliche, alte oder kranke Sklaven freigelassen hatten, die anschließend der Gemeinschaft zur Last fielen, schrieb das Gesetz vor, dass eine Kommission der Freilassung zustimmen müsse.[2]
- 1800: Gabriel Prosser führt in Virginia eine Sklavenrebellion an, scheitert jedoch.

## 19. Jahrhundert
- 1802: Sklaven (Bootsleute) entlang des Appomattox River und des Roanoke River in Virginia bereiten eine Rebellion vor, die jedoch niedergeschlagen wird.[1]
- 1803: Verabschiedung des Act to Prevent the Importation of Certain Persons into Certain States, eines Bundesgesetzes, das den Import von Sklaven einschränkt.[20]
- 1804: New Jersey verabschiedet ein Gesetz zur schrittweise erfolgenden Freilassung der Sklaven. Es sieht vor, dass Frauen, die nach dem 4. Juli 1804 als Tochter einer Sklavin geboren, bei der Vollendung des 21. Lebensjahres die Freiheit erhalten sollen; Männer, auf die Entsprechendes zutrifft, sollen mit 25 Jahren freigelassen werden.[21] Bei der Volkszählung des Jahres 1790 wurden in New Jersey 11.423 Sklaven gezählt; 1810 waren es immer noch 10.851, 1820 noch 7.557, 1840 noch 674 und 1860 noch 18.[8]
- 1806: In Virginia, wo die Freilassung von Sklaven seit 1782 liberal gehandhabt worden war, tritt ein Gesetz in Kraft, das die Freilassung in der Praxis stark erschwert, indem es vorschreibt, dass freigelassene Sklaven den Bundesstaat innerhalb eines Jahres verlassen müssen. Die Zahl der Freilassungen sinkt dadurch deutlich.[22]
- 1808: Am 1. Januar 1808 tritt der bereits am 2. März 1807 verabschiedete Act to Prohibit the Importation of Slaves in Kraft, ein Bundesgesetz, mit dem der transatlantische Sklavenhandel verboten wird.[23][24]
- 1811: Am 10. Januar 1811 kommt es im St. John the Baptist Parish in Louisiana zu einem Sklavenaufstand. 100 der etwa 500 teilnehmenden Afroamerikaner werden dabei getötet.[25][26]
- 1817: In New York wird ein Gesetz verabschiedet, durch das auch Sklaven, die vor dem 4. Juli 1799 geboren sind, die Freiheit erhalten. Einwohner fremder Bundesstaaten, die nach New York einreisen, um sich dort vorübergehend aufzuhalten bzw. um dort nur einige Monate im Jahr zu leben, dürfen ihre Sklaven jedoch vorübergehend nach New York mitbringen.[13] Bei der Volkszählung von 1820 wurden in New York 10.088 Sklaven gezählt; 1840 waren es noch 4. Erst 1860 erscheinen in der Bevölkerungsstatistik von New York keine Sklaven mehr.[8]
- 1817: Mississippi wird Teil der USA. Die Sklavengesetze des neuen Bundesstaates basieren auf denen von Georgia.[27]
- 1817: Gründung der American Colonization Society, deren Ziel die Rückführung afrikanischer Amerikaner nach Afrika ist.[1]
- 1818: In New Jersey wird ein Gesetz verabschiedet, das es verbietet, Sklaven aus diesem Staat in andere Bundesstaaten zu verkaufen.[21]
- 1819: Ein neues US-Bundesgesetz setzt Sklavenhandel mit Piraterie gleich und stellt sie unter die Todesstrafe.[1]
- 1820: Nach einem Streit zwischen den Nord- und Südstaaten über die Aufnahme neuer Sklavereistaaten in die Union einigten die beiden Parteien sich darauf, Missouri (mit Sklaverei) und Maine (ohne Sklaverei) aufzunehmen.[1]
- 1822: In South Carolina tritt ein Gesetz in Kraft, das es freien Schwarzen verbietet, in den Bundesstaat einzureisen.[2]
- 1822: In Mississippi tritt ein umfassendes Sklavengesetz in Kraft, das praktisch jeden Gesichtspunkt des Sklavenlebens detailliert regelt. Sklaven werden zum persönlichen Eigentum ihrer Halter, die mit ihnen verfahren dürfen wie mit einem Tier oder einem Werkzeug. Sklaven dürfen weder Handel treiben, noch ihre eigene Baumwolle anbauen, noch Alkohol trinken, noch sich ohne weiße Aufsicht versammeln.[28][29]
- 1822: Denmark Vesey bereitet in South Carolina einen Sklavenaufstand vor, der niedergeschlagen wird.
- 1822: Befreite amerikanische Sklaven gründen in Afrika die Kolonie Liberia.
- 1831: Nat Turner organisiert am 21. und 22. August 1831 im Southampton County, Virginia einen Sklavenaufstand (Nat Turner's Rebellion, Southampton Insurrection), in dessen Verlauf ca. 60 Weiße getötet werden. Der Aufstand wird niedergeschlagen, mehr als 100 Schwarze werden im Anschluss getötet.[30][31]
- 1833: William Lloyd Garrison gründet die American Anti-Slavery Society.
- 1837: Ermordung des Abolitionisten Elijah Parish Lovejoy.[32]
- 1841: An Bord der Brigg Creole, die mit 135 Sklaven von Hampton Roads, Virginia unterwegs nach New Orleans ist, kommt es zu einem von 19 Sklaven geführten Aufstand. Die Besatzung wird gezwungen, Kurs auf Nassau (Bahamas) zu nehmen, wo ein Teil der Aufständischen die Freiheit erlangt. Da Nassau zu diesem Zeitpunkt eine britische Kolonie ist, kommt es zwischen England und den USA zu politischen Spannungen.[33]
- 1846: In New Jersey wird die Sklaverei per Gesetz vollständig abgeschafft.[21] Bei der Volkszählung des Jahres 1840 wurden in New Jersey 674 Sklaven gezählt, 1860 waren es noch 18.[8]
- 1848: Connecticut verbietet Sklaverei gänzlich.[1]
- 1850: Der US-Kongress verabschiedet das Fugitive Slave Law of 1850, auf dessen Grundlage Sklaven, die aus den Südstaaten in die Nordstaaten geflohen sind, wieder ausgeliefert werden müssen. Das Gesetz wird im Norden nur selten angewandt.[34] Kalifornien tritt der Union als Sklaverei-freier Staat bei. Abschaffung des Sklavenhandels im District of Columbia.[1]
- 1857: Der Oberste Gerichtshof verkündet im Fall Dred Scott v. Sandford, dass Schwarze, ob Sklave oder nicht, nie die Staatsbürgerschaft der Vereinigten Staaten erhalten könnten. Ferner wäre die Abschaffung der Sklaverei durch den Kongress verfassungswidrig, da sie eine Enteignung ohne ordentliches Gerichtsverfahren im Sinne des 5. Zusatzartikels zur Verfassung darstellen würde.
- 1860: Nach der Wahl von Abraham Lincoln zum Präsidenten der Vereinigten Staaten tritt South Carolina aus der Union aus. Bis Mai 1861 folgen zehn weitere Südstaaten.[1]
- 1861: Die aus der Union ausgetretenen Südstaaten gründen die Konföderierten Staaten von Amerika. Deren Verfassung bestätigt das Recht auf Sklavenhaltung.[1]
- 1861: Beginn des Sezessionskrieges.
- 1862: Emanzipations-Proklamation durch die Regierung Lincoln.
- 1865: Am 31. Januar wird der 13. Zusatzartikel zur Verfassung der Vereinigten Staaten vom Kongress verabschiedet. Am 14. April 1865 wird Abraham Lincoln ermordet. Am 23. Juni 1865 endet der Bürgerkrieg. Mit dem am 18. Dezember 1865 ratifizierten 13. Zusatzartikel wurde die Sklaverei auf dem gesamten Gebiet der USA endgültig abgeschafft.

## 21. Jahrhundert
- 2013: Mississippi ratifiziert erst 1995 den 13. Zusatzartikel zur Verfassung der Vereinigten Staaten. Durch einen Verfahrensfehler tritt dieser erst 2013 in Kraft. Somit wird formal die Sklaverei 148 Jahre später als in den restlichen USA abgeschafft. Rechtliche Bedeutung hatte die späte Ratifizierung jedoch nicht, da ein Zusatzartikel zur Verfassung lediglich von drei Viertel aller Bundesstaaten unterzeichnet werden muss, um in Kraft zu treten.[35]